# The Hardest Town
The Hardest Town è il quinto album dei Rhino Bucket, uscito il 5 maggio 2009 per l'etichetta discografica Acetate Records.

## Tracce
1. The Hardest Town
2. Dog Don'T Bite
3. Know My Name
4. Justified
5. Street To Street
6. Take Me Down
7. No One Here
8. She'S With Me
9. You'Re Gone
10. To Be Mine
11. Slip Away (traccia bonus)

## Formazione
- Georg Dolivo - voce, chitarra
- Brian Forsythe - chitarra
- Reeve Downes - basso
- Simon Wright - batteria